# Espiute
Espiute – miejscowość i gmina we Francji, w regionie Nowa Akwitania, w departamencie Pireneje Atlantyckie.
Według danych na rok 1990 gminę zamieszkiwało 108 osób, a gęstość zaludnienia wynosiła 26 osób/km² (wśród 2290 gmin Akwitanii Espiute plasuje się na 1068. miejscu pod względem liczby ludności, natomiast pod względem powierzchni na miejscu 1477.).